# Frank Pieper
Frank Pieper (* 28. Dezember 1963 in Heide) ist ein Brigadegeneral des Heeres der Bundeswehr und seit November 2022 Direktor Strategie und Fakultäten an der Führungsakademie der Bundeswehr in Hamburg.

## Leben

### Ausbildung und erste Verwendungen
Pieper trat 1983 beim Flugabwehrregiment 6 in Lütjenburg als Offizieranwärter der Heeresflugabwehrtruppe  in die Bundeswehr ein. Im Rahmen der Offizierausbildung zum Offizier des Truppendienstes studierte er von 1984 bis 1987 Pädagogik an der Universität der Bundeswehr Hamburg. Dieses Studium schloss er als Diplom-Pädagoge ab. Es folgten 1987 bis 1996 mehrere Verwendungen in der Heeresflugabwehrtruppe: als Zugführer, Offizier für militärisches Nachrichtenwesen, Batteriechef, Chef einer Unterstützungsgruppe sowie als Hörsaalleiter in der Offizieranwärter-Ausbildung. Von 1996 bis 1999 nahm Pieper nahm am 39. Generalstabslehrgang Heer an der Führungsakademie der Bundeswehr in Hamburg teil, wo er zum Offizier im Generalstabsdienst ausgebildet wurde.

### Dienst als Stabsoffizier
Die erste Verwendung als Stabsoffizier führte Pieper von 1999 bis 2000 als G4 (Logistik-)Stabsoffizier zur Panzerbrigade 39 nach Erfurt. Von 2000 bis 2001 war er Military Assistant des Chef des Stabes beim I. Deutsch-Niederländischen Corps in Münster. Es folgte 2001 bis 2003 eine erste ministerielle Verwendung als Referent Fü SKB I 1/Fü S VI 7 (Referat Grundsatz/Weiterentwicklung Streitkräftebasis) im Führungsstab der Streitkräfte am Dienstsitz Bonn des Bundesministeriums der Verteidigung. Von 2003 bis 2005 war Pieper der letzte Bataillonskommandeur des Panzerflugabwehrraketenbataillons 300 in der Fritz-Erler-Kaserne in Fuldatal, bevor das Bataillon aufgelöst wurde. Es folgte 2005 bis 2008 eine Verwendung als Tutor des Lehrgangs General- und Admiralstabslehrgangs National und Dozent Führungslehre Heer an der Führungsakademie der Bundeswehr. Von 2009 bis 2010 war Pieper erneut als Referent (Referat Fü S/Z Zentrale Aufgaben) im Bundesministerium der Verteidigung eingesetzt. Von 2011 bis 2013 war Pieper als Leiter/Dozent FG Operative Planung/Operative Führung National wiederum an der Führungsakademie der Bundeswehr eingesetzt. Es folgte 2014 bis 2015 eine Führungsverwendung als Abteilungsleiter Abteilung Informationsumfeld am Zentrum Operative Kommunikation der Bundeswehr in Mayen und danach eine Versetzung an das Amt für Heeresentwicklung in der Konrad-Adenauer-Kaserne in Köln, wo Pieper von 2015 bis 2016 als Gruppenleiter I 1 (Konzeption/Grundlagen) eingesetzt wurde. Ab Dezember 2016 war Pieper Info Manager und Berater für Strategische Kommunikation des Inspekteurs des Heeres. Als Oberst leitete Pieper 2017 bis 2019 die Unterabteilung Planung im Kommando Heer in der von-Hardenberg-Kaserne in Strausberg bei Berlin.

### Dienst als General
Im Februar 2020 wurde Pieper zum Chief Digital Officer Heer/Landbasierte Operationen (CDO H/LBO) im Kommando Heer. In dieser Verwendung wurde er Ende Juni 2020 zum Brigadegeneral ernannt. Seit November 2022 ist er, als Nachfolger von Brigadegeneral André Abed, Direktor Strategie und Fakultäten an der Führungsakademie der Bundeswehr. Er verantwortet in dieser Rolle die acht Fakultäten der Akademie, das Ausbildungsprozessmanagement sowie einen Teil der Denkfabrik German Institute for Defence and Strategic Studies (GIDS).

### Auslandseinsätze
Pieper nahm an mehreren Auslandseinsätzen der Bundeswehr teil:
- 1999 Kosovo Verification Mission (KVM) / Kosovo Force (KFOR), G4 Einsatzbrigade, Kosovo
- 2004 Stabilization Force (SFOR),  Military Assistant des Chef des Stabes, Bosnien und Herzegowina
- Juni 2013 bis Februar 2014: Stellvertretender Chef des Stabes für Kommunikation, ISAF, Masar-e Scharif, Afghanistan